# Кауль, Трилоки Натх
Трилоки Натх Кауль (1913, Барамула — 16 января 2000, Раджгарх) — индийский дипломат, дважды был послом в СССР.

## Биография
Родился в 1913 году в Барамуле (Кашмир), учился в университетах Пенджаба, Аллахабада и Лондона, имеет высшее юридическое образование.
Находился на индийской государственной службе с 1939 года, в том числе на дипломатической службе — с 1947 года.
Работал в индийских посольствах в СССР, КНР, Иране (в качестве посла) и Великобритании (заместителем высокого комиссара и исполняющим обязанности высокого комиссара Индии в Великобритании).
В 1962—1966 годах посол Индии в СССР.
В 1966—1968 годах — секретарь МИД. В 1968—1972 годах — секретарь по иностранным делам МИД.
В 1973—1976 годах посол Индии в США.
С 1977 года президент Индийского совета по культурным связям. 
В 1980—1985 годах — член Исполнительного совета ЮНЕСКО от Индии. Кроме того, являлся заместителем председателя ЮНЕСКО и председателем Индийского совета культурных связей.
В 1986—1989 годах снова посол Индии в СССР, в ранге министра-члена кабинета.
16 января 2000 года скончался в своём доме в Раджгархе (штат Химачал-Прадеш), 18 января совершён обряд кремации.

## Избранные труды
- Дипломатия мира и войны. Воспоминания и размышления / Diplomacy in Peace & War. Recollections and Reflections (1978)
- Индия, Китай, Индокитай, размышления свободного дипломата / India, China, and Indochina, Reflections of a Liberated Diplomat (1980)
- Жизнь в гималайской деревне / Life in a Himalayan Hamlet (1982)
- Мои годы в период британского правления и свараджа / My Years through Raj and Swaraj (1993)
- Дневник дипломата (1947—1999) / A Diplomat’s Diary (1947—1999) (2000)